# Гірськолижна комбінація

Гірськолижна комбінація — дисципліна гірськолижного спорту, в якій переможця визначають за сумарним часом проходження кількох трас.
Традиційно комбінація складалася з одного швидкісного спуску і двох спеціальних сламомів, однак нещодавно, у 2007, FIS запровадила нову форму, так звану суперкомбінацію, яка складається з одного швидкісного спуску і одного слалому. Саме за таким форматом відбувалися змагання з гірськолижної комбінації на Зимових Олімпійських іграх у Ванкувері.
Гірськолижна комбінація була першою дисципліною гірськолижного спорту, яка ввійшла до програми Олімпійських ігор. Це сталося на Олімпіаді-1936.